# Gaurain-Ramecroix
Gaurain-Ramecroix is een deelgemeente van de Waalse stad Doornik. Gaurain-Ramecroix was een zelfstandige gemeente, tot die bij de gemeentelijke herindeling van 1977 toegevoegd werd aan de gemeente Doornik. Het bestaat uit de dorpen Gaurain en Ramecroix.
In de deelgemeente liggen nog enkele gehuchten en wijken verspreid, waaronder Bourgambray, La Louvière en Crotière.

## Geschiedenis
De dorpen Gaurain en Ramecroix liggen op minder dan een kilometer van elkaar, en waren sinds lang met elkaar verenigd. Op de Ferrariskaart uit de jaren 1770 zijn de twee dorpjes Gaurain en Ramecroix te zien, even ten zuiden van de steenweg van Doornik naar Aat (Chaussée de Tournay à Ath). In de omgeving toont de kaart reeds verschillende steengroeves.
Op het eind van het ancien régime, toen tijdens de Franse bezetting op het eind van de 18de eeuw de gemeenten werden gecreëerd, en beide dorpen werden samengebracht in de gemeente Gaurain-Ramecroix.
De ontginningen namen toe in de loop van de 19de eeuw, aanvankelijk in de nabijheid van Gaurain en Ramecroix. In de loop van de 20ste eeuw gebeurden ook grootschaliger ontgingen net ten noorden, aan de noordelijke kant van de steenweg Doornik-Aat.

## Bezienswaardigheden
- De Église Saint-Vaast van Gaurain
- De Église Saint-Vaast van Ramecroix
- Gaurain-Ramecroix War Cemetery, een Britse militaire begraafplaats met gesneuvelden uit de Tweede Wereldoorlog

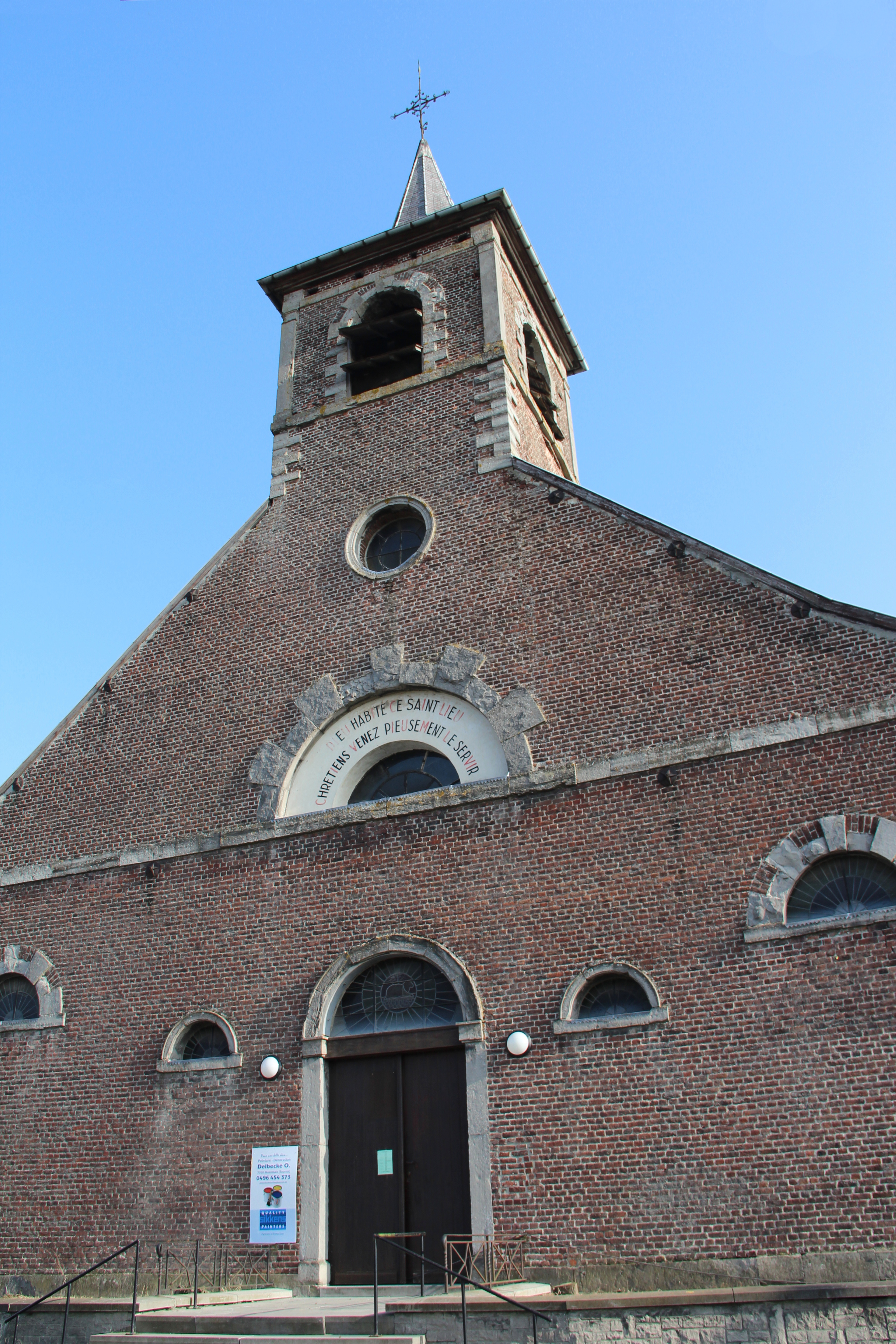
Gaurain, de Sint-Vaastkerk (1771)

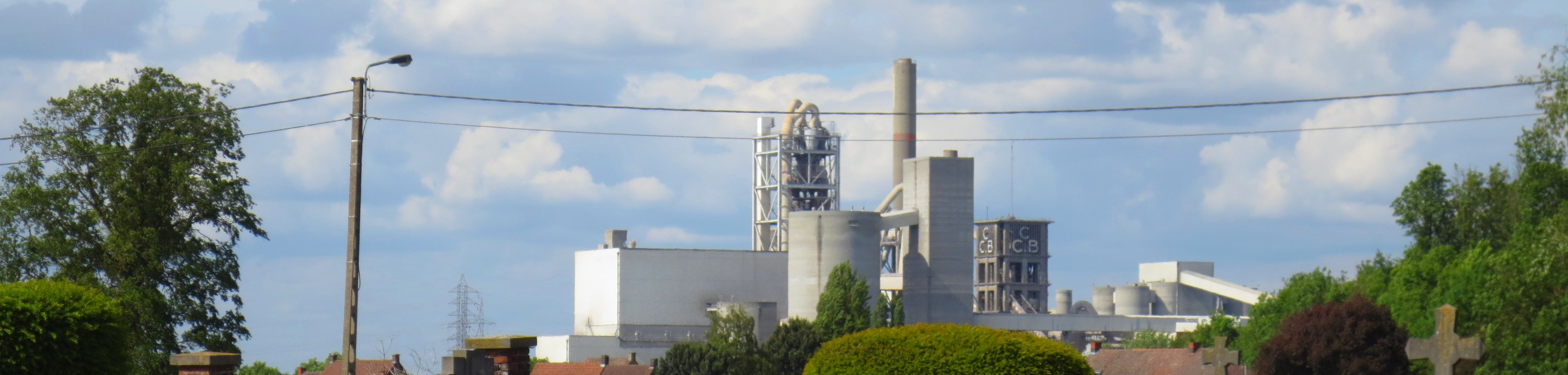
De cementfabriek te Gaurain

## Demografische ontwikkeling
- Bronnen:NIS, Opm:1831 tot en met 1970=volkstellingen